# Heinz Maibach

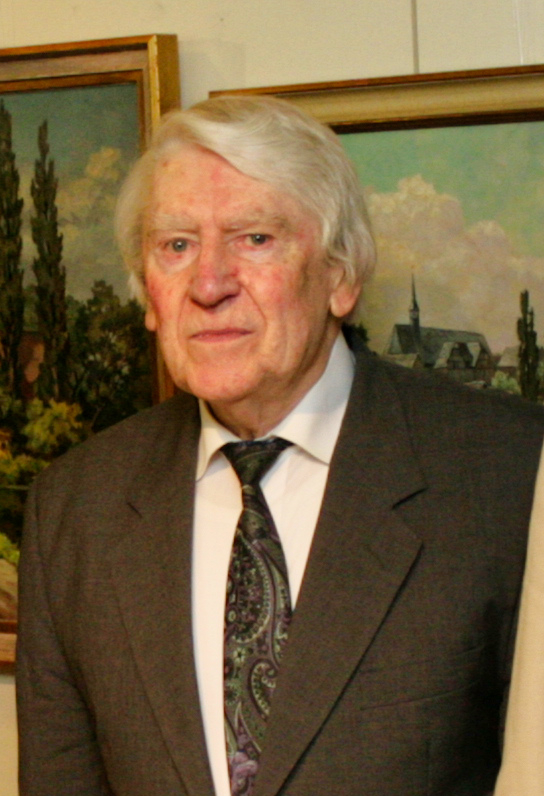
Hainz Maibach im Jahr 2012

Heinz Maibach (* 12. Juli 1933 in Limburg an der Lahn; † 11. Januar 2015 ebenda) war ein deutscher Lehrer, Archivar und Heimathistoriker.

## Leben
Maibach wurde in Limburg geboren, lebte aber vom Ende des Zweiten Weltkriegs an in Oberbrechen. An der Tilemannschule seiner Geburtsstadt erwarb er das Abitur. Anschließend studierte er an der Frankfurter Goethe-Universität Germanistik, Geschichte und Philosophie im Lehramt. In Wiesbaden absolvierte Maibach sein Referendariat. Dann trat er seine erste Lehrerstelle am Johanneum in Herborn an. 1966 kehrte er als Lehrer an die Tilemannschule zurück. Unter anderem leitete er dort den Fachbereich für Sprachen, Literatur und Kunst sowie die Redaktion der Schulzeitung. 1998 wechselte er in den Ruhestand.
Ehrenamtlich wurde Maibach im Jahr 1969 zusammen mit seinem Kollegen Eugen Stille Archivar der Stadt Limburg. Diese Funktion hatte er bis zum Jahr 2007 inne. Zu den größten Projekten dieser Zeit zählte der Umzug des Archivs vom Haus Trombetta am Bischofsplatz in die Burg Limburg. Von 1972 bis 2011 saß Maibach dem Zweigverein Limburg im Verein für Nassauische Altertumskunde und Geschichtsforschung vor. Einen besonderen persönlichen Schwerpunkt legte Maibach auf die Vermittlung historischen Wissens in Vorträgen und auf die Erinnerung an den Limburger Poeten Leo Sternberg. Darüber hinaus übernahm er Ehrenämter im Denkmalbeirat der Stadt Limburg (von 1976 an und von 1998 bis 2002 als Vorsitzender), im Vorstand des Fördervereins Limburger Schloss und im Kuratorium der Stiftung Ernst-Moritz Engert. Im Jahr 1976 wurde er in die Historische Kommission für Nassau berufen.
Heinz Maibach wurde für seine Verdienste im Jahr 1996 mit dem Bundesverdienstkreuz am Bande ausgezeichnet, 1998 mit der Ehrenplakette der Stadt Limburg. Im Jahr 2010 trug er sich im Rahmen der 1100-Jahr-Feier Limburgs in das goldene Buch der Stadt ein und erhielt damit eine der  höchsten von der Stadt Limburg vergebene Auszeichnung.

## Werke
- De Nassauische Struwwelpeter. Schiene Geschichte unn komische Bilder nach Heinrich Hoffmann von Heinz Maibach.Nidderau: Naumann 1994.